# Піскарка смугаста
Піскарка смугаста (Callionymus fasciatus) — риба родини піскаркових. Поширені у Середземномору морі від Генуезької затоки до Егейського моря. У Чорному морі у південній і східній частинах; раніше відзначався і для узбережжя України.